# Vojna kralja Jurija
Vojna kralja Jurija (1744–1748) je ime za vojaške operacije v Severni Ameriki, ki so bile del Vojne za avstrijsko nasledstvo (1740–1748). Bila je tretja od štirih francoskih in indijanskih vojn. Odvijala se je predvsem v britanskih provincah New York, Massachusetts Bay (ki je takrat vključevala Maine in Massachusetts), New Hampshire (ki je takrat vključevala Vermont) in Novo Škotsko. Njena najpomembnejša akcija je bila ekspedicija, ki jo je organiziral guverner Massachusettsa William Shirley, ki je oblegala in na koncu zavzela francosko trdnjavo Louisbourg na otoku Cape Breton v Novi Škotski leta 1745. V francoščini je znana kot Troisième Guerre Intercoloniale ali Tretja medkolonialna vojna.
Pogodba iz Aix-la-Chapelle je leta 1748 končala vojno in vrnila Louisbourg Franciji, vendar ni rešila nobenih nerešenih ozemeljskih vprašanj.

## Vzroki
Vojna za Jenkinsovo uho (poimenovana po incidentu iz leta 1731, v katerem je španski poveljnik odrezal uho britanskemu trgovskemu kapitanu [Robertu Jenkinsu in mu naročil, naj ga odnese svojemu kralju Juriju II.) je izbruhnila leta 1739 med Španijo in Veliko Britanijo, vendar je bila omejena na Karibsko morje in konflikt med špansko Florido in sosednjo britansko provinco Georgio. Vojna za avstrijsko nasledstvo, nominalno boj za legitimnost pristopa Marije Terezije na avstrijski prestol, se je začela leta 1740, vendar sprva ni vojaško vključevala ne Velike Britanije ne Španije. Velika Britanija je bila diplomatsko vpletena v ta konflikt leta 1742 kot zaveznica Avstrije in nasprotnica Francije in Prusije, vendar do odprtih sovražnosti med njima ni prišlo do leta 1743 v bitki pri Dettingenu.
Vojna med Veliko Britanijo in Francijo je bila uradno razglašena šele marca 1744. Massachusetts je vojno Kanadi in Franciji napovedal šele 2. junija.

## Potek vojne
Novice o vojnih napovedih so najprej dosegle francosko trdnjavo v Louisbourgu 3. maja 1744 in tamkajšnje sile niso izgubljale časa z začetkom sovražnosti. Zaskrbljeni zaradi svojih kopenskih oskrbovalnih poti do mesta Quebec so 23. maja napadli britansko ribiško pristanišče Canso in nato organizirali napad na Annapolis Royal, glavno mesto Nove Škotske. Toda francoske sile so imele zamudo pri odhodu iz Louisbourga, njihovi zavezniki staroselskih plemen Mi'kmaqi in Maliseeti pa so se skupaj z očetom Jeanom-Louisom Le Loutrom odločili, da bodo v začetku julija sami napadli Fort Anne.
Annapolis je prejel novico o napovedi vojne in britanske sile so bile nekoliko pripravljene, ko so bojevniki staroselskih plemen začeli oblegati Fort Anne. Ker jim je primanjkovalo težkega orožja, so se Mi'kmaqi in Maliseeti po nekaj dneh umaknili. Nato je sredi avgusta v Fort Anne prispela večja francoska sila, vendar tudi ta ni mogla izvesti učinkovitega napada ali obleganja garnizije. Trdnjava je prejela zaloge in okrepitve iz province Massachusetts Bay.
Leta 1745 so britanske kolonialne sile po šesttedenskem obleganju zavzele trdnjavo Louisbourg. V povračilo je Wabanakijska konfederacija iz Akadije sprožila kampanjo na severovzhodni obali (1745) proti britanskim naseljem na meji Akadije v severovzhodnem Mainu. Francija je iz Evrope leta 1746 sprožila odpravo Duc d'Anville, veliko odpravo, da bi si povrnila Louisbourg. Preživeli odprave so se popolnoma razbiti vrnili v Francijo, ne da bi dosegli svoj cilj.
Vojna se je bojevala tudi na mejah med severnimi britanskimi kolonijami in Novo Francijo. Vsaka stran je imela zaveznike med ameriškimi staroselci, oddaljene vasi pa so bile napadene in ujetniki odvzeti za odkupnino ali včasih za posvojitev s strani ameriških staroselcev, ki so utrpeli izgube zaradi bolezni ali vojskovanja. Zaradi pogostih napadov na severno mejo je guverner William Shirley ukazal izgradnjo verige obmejnih postojank, ki se raztezajo proti zahodu do meje s provinco New York.
28. novembra 1745 so Francozi s svojimi indijanskimi zavezniki napadli in uničili vas Saratoga v New Yorku ter ubili ali ujeli več kot sto njenih prebivalcev. Britanci so potem zapustili svoja naselja v New Yorku severno od Albanyja, pomembnega trgovskega mesta. Julija 1746 so se v severnem New Yorku zbrale irokeške in medkolonialne sile za povračilni napad na britanske sile.
Ker pričakovane britanske redne čete niso nikoli prispele, je bil napad odpovedan. Velika (več kot 1.000 mož številčna) francoska in indijanska vojska se je leta 1746 zbrala za napad v zgornji dolini reke Hudson, namesto tega pa je napadla dolino reke Hoosac, vključno z napadom na utrdbo Fort Massachusetts (današnji North Adams v Massachusettsu). To je bilo povračilo za uboj indijanskega voditelja v prejšnjem spopadu. Drugi napadi so vključevali napad Francozov in Mi'kmakov leta 1747 na Grand Pré v Novi Škotski in napad indijanskih zaveznikov Francozov na Schenectady v New Yorku leta 1748.

## Posledice
Vojna je terjala velik davek, zlasti v severnih britanskih kolonijah. Izgube moških iz Massachusettsa v letih 1745–46 so bile ocenjene na 8 % odraslega moškega prebivalstva te kolonije. 
Glede na Aix-la-Chapelle pogodbo je bil Louisbourg tri leta pozneje vrnjen Franciji v zameno za mesto Madras v Indiji, ki so ga Francozi zavzeli od Britancev. Ta odločitev je ogorčila prebivalstvo Nove Anglije, zlasti koloniste iz Massachusettsa, ki so k odpravi največ prispevali (v smislu financiranja in osebja). Britanska vlada je po vojni sčasoma priznala prizadevanja Massachusettsa s plačilom 180.000 funtov. Provinca je ta denar uporabila za umik svojega razvrednotenega papirnatega denarja.
Mirovna pogodba, ki je vse kolonialne meje vrnila v stanje pred vojno, ni kaj dosti pripomogla k končanju dolgotrajnega sovraštva med Francijo, Veliko Britanijo in njunimi kolonijami, niti ni rešila nobenih ozemeljskih sporov. Napetosti so ostale tako v Severni Ameriki kot v Evropi. Ponovno so izbruhnile leta 1754 z začetkom francosko-indijanske vojne v Severni Ameriki, ki se je dve leti pozneje razširila na Evropo kot sedemletna vojna. Med letoma 1749 in 1755 so se boji v Akadiji in Novi Škotski nadaljevali v vojni očeta Le Loutra.